# Himbergen
Himbergen település Németországban, azon belül Alsó-Szászország tartományban. Lakosainak száma 1674 fő (2023. december 31.).

## Népesség
A település népességének változása:
| Lakosok száma | 1696 | 1701 | 1702 | 1690 | 1678 | 1674 |
|               | 2016 | 2017 | 2019 | 2021 | 2022 | 2023 |